# Barbara Ciruk
Barbara Ciruk (ur. 12 listopada 1956 w Białymstoku, zm. 26 kwietnia 2023 tamże) – polska polityk, dziennikarka, posłanka na Sejm IV kadencji.

## Życiorys
Córka Tadeusza i Wandy. Ukończyła studia w filii w Białymstoku na Wydziale Humanistycznym Uniwersytetu Warszawskiego. W latach 70. działała w Socjalistycznym Związku Studentów Polskich. Od 1980 pracowała w Radiu Białystok, następnie do 2001 w TVP Białystok.
Od 1991 do 1992 należała do Unii Demokratycznej, następnie wstąpiła do Sojuszu Lewicy Demokratycznej. W 2001 uzyskała mandat poselski w okręgu białostockim z ramienia SLD-UP. W 2004 przeszła do utworzonej przez Marka Borowskiego Socjaldemokracji Polskiej. Była członkinią Komisji Kultury i Środków Przekazu oraz Komisji Sprawiedliwości i Praw Człowieka.
W wyborach w 2005 nie uzyskała mandatu; powróciła na krótki czas do pracy w TVP. W 2006 bez powodzenia kandydowała z listy Lewicy i Demokratów do Sejmiku Województwa Podlaskiego. W przedterminowych wyborach parlamentarnych w 2007 bezskutecznie startowała do Senatu z ramienia LiD w okręgu białostoskim, rekomendowana była przez Partię Demokratyczną – demokraci.pl.
Była matką rapera Michała „Ciry” Ciruka.
Została pochowana 4 maja 2023 na cmentarzu św. Rocha w Białymstoku.